# Hondsrugweg (Amsterdam)

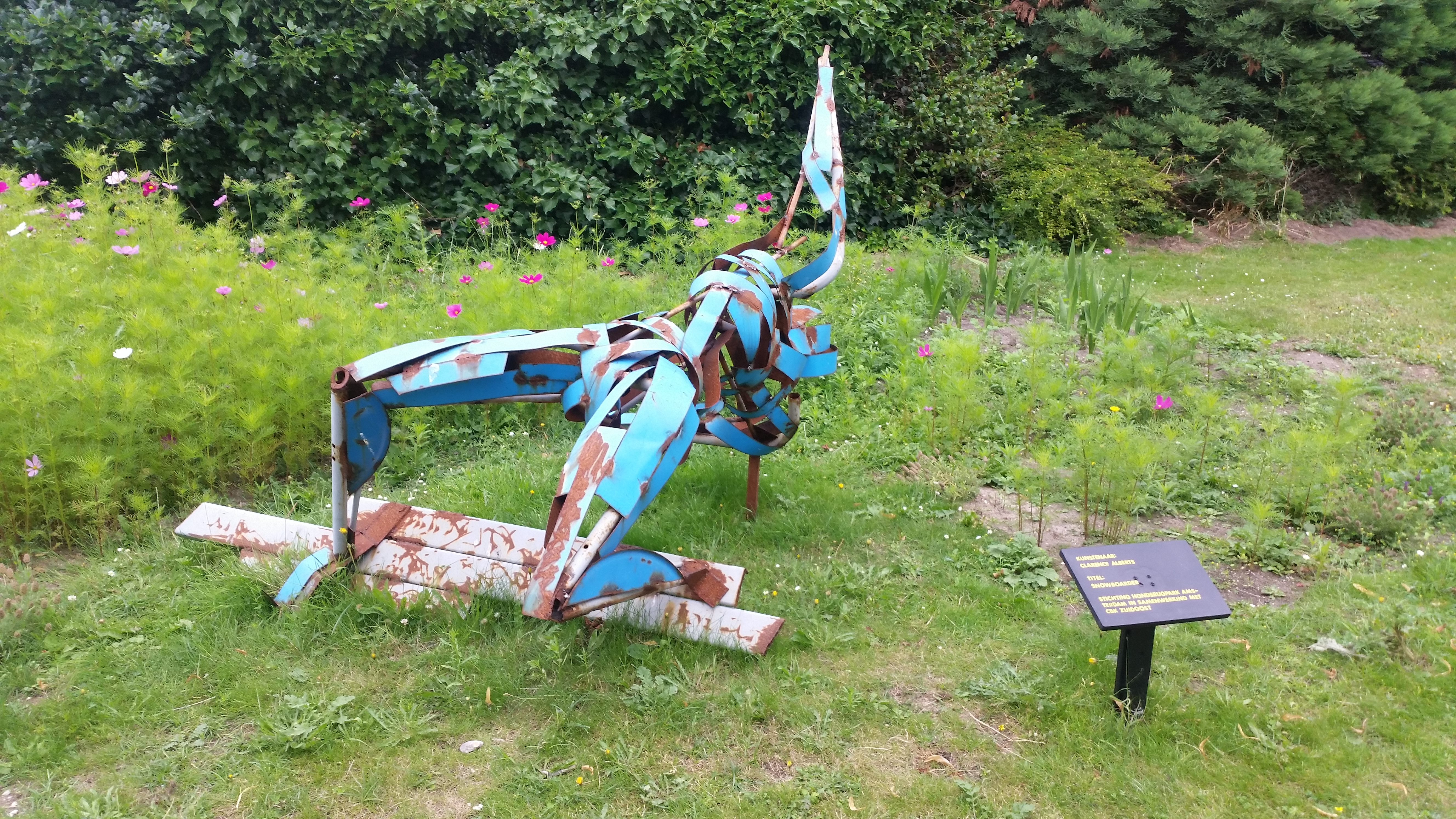
Snowboarder van Alberts (juli 2019)

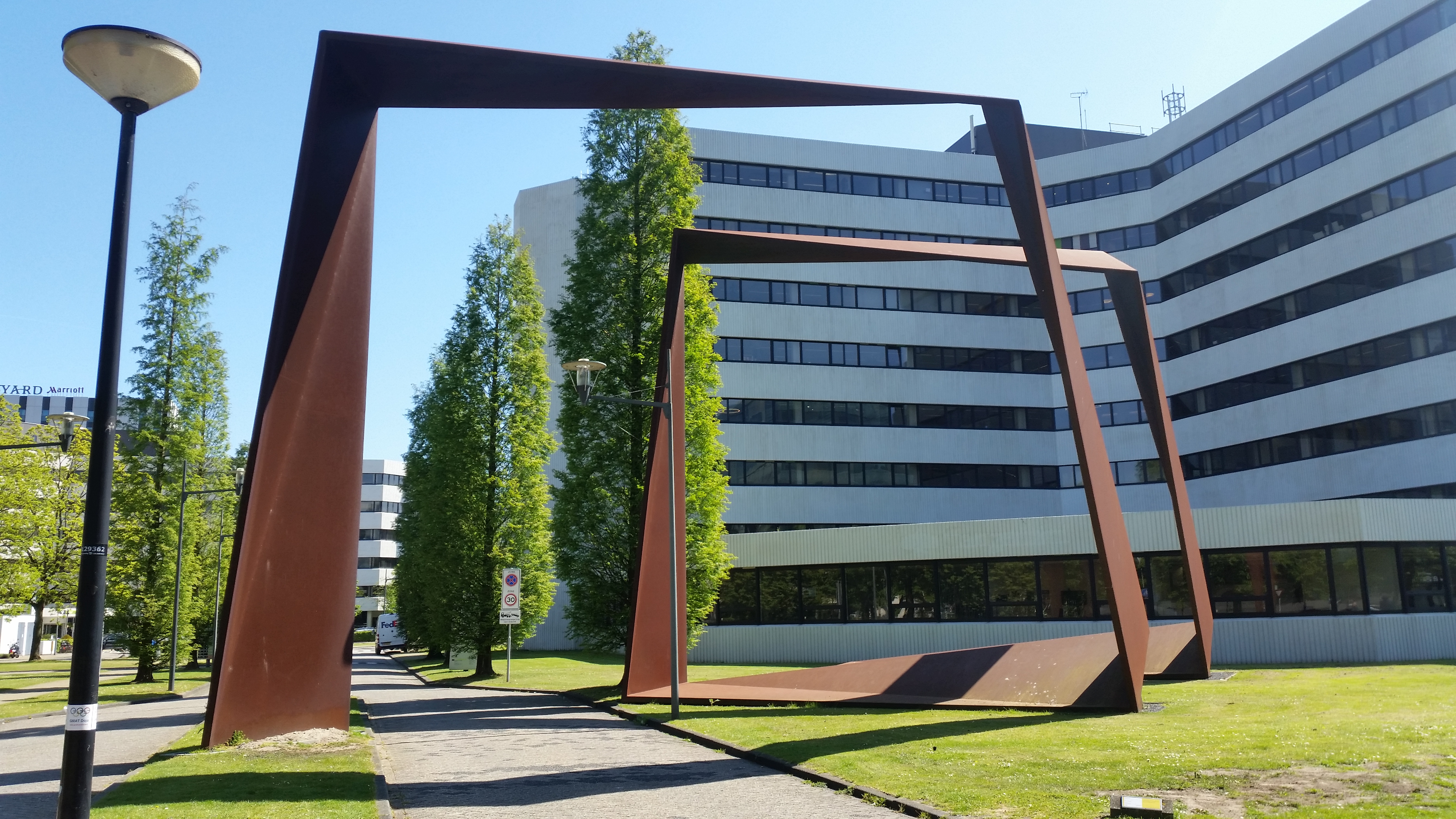
Evert Strobos met op achtergrond Atlas (juli 2020)

De Hondsrugweg is een brede weg in Amsterdam-Zuidoost. De 750 meter lange weg is in Amsterdam bekend als de weg tussen Johan Cruijff Arena en IKEA. 

## Geschiedenis en ligging
De weg is per raadsbesluit van 15 oktober 1975 vernoemd naar de Drentse heuvelrug Hondsrug. Meerdere straten in de buurt zijn vernoemd naar Nederlandse heuvels. De straat werd aangelegd in het bedrijventerrein Bullewijk in de wijk met dezelfde naam. Ze loopt daarbij van de Hoogoorddreef (een verkeersweg die van oost naar west door Zuidoost loopt) tot aan de Laarderhoogteweg (een verkeersweg die van oost naar west door de wijk loopt maar al eindigt in de L-bocht met de Hondsrugweg). Ze kruist ongeveer halverwege de Hessenbergweg/Karspeldreef, die een traject heeft als de Hoogoorddreef. Beide dreven liggen hier overigens op maaiveldniveau. De weg is breed uitgevoerd; gescheiden voet- en fietspaden en rijweg (2x2 stroken) met daartussen een middenberm.

### Toekomstplannen
In de jaren twintig van de 21e eeuw gaat de omgeving op de schop. Bedrijfsgebouwen krijgen een nieuwe bestemming of worden gesloopt om plaats te maken voor woningbouw. Vanwege de hoge woningnood en goede bereikbaarheid van de locatie Amstel III wordt er tussen de bestaande middelhoge kantoorgebouwen (circa 8 bouwlagen) hogere woontorens neergezet die zullen variëren van 40, 50 en 60 meter met enkele uitzonderingen tot 100 meter en iets hoger. De gemeente en grondeigenaren hebben vanwege deze transformatie tot gemengde werk- en woonwijk van het gebied besloten tot het omvormen van de Hondsrugweg tot Hondsrugpark, een langwerpige groenzone door de wijk zonder autoverkeer. De nieuwe straten die als deel van deze transformatie worden aangelegd, zijn vernoemd naar bergen en bergtoppen uit herkomstlanden van inwoners van Zuidoost.

## Gebouwen
De gebouwen staande aan de weg bieden tot de vernieuwing alle onderdak aan bedrijven dan wel kantoren. De straat heeft in tegenstelling tot de skyline laat zien slechts één huisnummer: 50. Daar is in de 21e eeuw een hotel gevestigd in een voormalig bedrijfspand. Alle andere gebouwen hebben adressen aan andere straten.

### Atlas ArenA
Een opvallend gebouw aan de Hondsrugweg is het Atlasgebouw, in de 21e eeuw omgedoopt tot Atlas ArenA. Het uit 1983 daterende kantorencomplex werd ontworpen door Frits Dekeukeleire. Het gebouw met vleugels vernoemd naar de werelddelen viel na oplevering op door haar kleur (spierwit) en opzet. Hoe veelbelovend het gebouw na oplevering werd gezien, wilde het met de verhuur van de tientallen eenheden niet vlotten. Pas toen Fokker Aircraft er haar hoofdkantoor vestigde wilden ook andere bedrijven er huren. Een succes bleef het niet, toen Fokker failliet ging verdwenen ook de andere huurders weer. Het kende gedurende de jaren een grote leegstand. Nadat de Amsterdam Arena werd opgeleverd en er nieuwe verbeterde infrastructuur volgt, zoals het station Amsterdam Bijlmer ArenA, vonden beleggers het gebouw geschikt voor herontwikkeling. Daarbij blijven voor het gebouw unieke eigenschappen behouden zoals de ondergrondse parkeergarage en terreininrichting (veel groen tussen de gebouwen) behouden. Om het gebouw klaar te maken voor hergebruik moeten allerlei aanpassingen doorgevoerd worden, waarbij het gebouw niet alleen verticaal gesplitst blijft maar ook een horizontale splitsing wordt doorgevoerd. In plaats van alleen kantoren wil men de mogelijkheid scheppen er winkel, horeca en zelfs woningen in onderbrengen. Bij die herinrichting is onder meer architect Pi de Bruijn betrokken. Adidas nam na renovatie een deel van het complex in gebruik (wel weer als kantoor). In 2021 is Boeing (Boeing Nederland) de grootste gebruiker van het gebouw.    

## Openbaar vervoer
Over de Hondsrugweg rijdt openbaar vervoer in de vorm van drie reguliere streekbussen waarvan één behoort tot het R-net en een drietal forenzenstreekbussen. Even ten westen van de weg ligt station Amsterdam Bijlmer ArenA en voor de metrolijnen 50 en 54 ook het station Bullewijk.

## Kunst
Er zijn drie artistieke kunstwerken te vinden aan de weg:
- een titelloos werk (1988) van Evert Strobos in de vorm van een appelschil
- Snowboarder (2018/2019) van Clarence Alberts; het meest lijkend op een neergestort vliegtuigje
- Autoprikker (2020) van Street Art Frankey

Bijna onzichtbaar is een bouwkundig kunstwerk in de vorm van een duiker. 